# 棱枝细瘦悬钩子
棱枝细瘦悬钩子（学名：Rubus macilentus var. angulatus）为蔷薇科悬钩子属下的一个变种。

## 扩展阅读
- 維基物種上的相關：棱枝细瘦悬钩子